# Nikolaj Jakovlevič Mjaskovskij
Nikolaj Jakovlevič Mjaskovskij (in russo Николай Яковлевич Мясковский?; Novogeorgievsk, 20 aprile 1881 – Mosca, 8 agosto 1950) è stato un compositore russo.
Viene considerato il padre della sinfonia sovietica.

## Biografia
Mjaskovskij nacque a Novogeorgievsk (oggi Modlin), vicino a Varsavia, a quell'epoca nella Polonia occupata dai russi. La famiglia si trasferì a San Pietroburgo quando lui era un adolescente. Egli fu sconsigliato di studiare musica e indirizzato verso la carriera militare. In ogni caso entrò al Conservatorio di San Pietroburgo nel 1906 dimettendosi dal servizio militare. Al Conservatorio incontrò Sergej Prokof'ev e rimasero amici per tutta la vita. Al Conservatorio condivisero un'antipatia per il loro professore Ljadov, tanto che, poiché Ljadov aveva in antipatia la musica di Edvard Grieg, Mjaskovskij scelse un tema di Grieg per le variazioni con cui concluse il suo Quartetto n. 3. Prokof'ev e Mjaskovskij collaborarono insieme al Conservatorio almeno a un lavoro, una sinfonia andata perduta, parte della quale, qualche anno dopo, venne utilizzata da Prokof'ev per il movimento lento della sua Sonata n. 4 per piano. Entrambi scrissero poi dei lavori sub titolati From old notebooks usando materiali composti in quel periodo. Nel caso di Prokof'ev le Sonate per pianoforte n. 3 e 4, mentre Mjaskovskij li utilizzò nel Quartetto n. 10 e nelle Sonate per pianoforte n. 5 e 6. La Sinfonia n. 1 op. 3 in Do minore, fu il pezzo composto quale lavoro per la laurea al Conservatorio. Da queste collaborazioni nacque una profonda amicizia tra Prokof'ev e Mjaskovskij tanto che nel Diario del 1927, Prokof'ev parla di Nikolaj Jakovlevič Mjaskovskij con profondissima riconoscenza. Quando le autorità sovietiche permisero a Prokof'ev, dopo il suo ormai definitivo rientro dall'estero, di effettuare una tournée programmata in Occidente nel 1938, i figli Oleg e Sviatoslav rimasero a Mosca quasi come ostaggi, poiché non fu loro concesso il passaporto, seguiti, oltre che dalla madre Lina, da Mjaskovskij e sua moglie.
Arruolato per la prima guerra mondiale, venne ferito e mentre era convalescente si dedicò alla composizione di due opere diametralmente opposte. La Sinfonia n. 4 op. 17 in Mi minore e la Sinfonia n. 5 op. 18 in Re maggiore. La sua Sinfonia n. 3 del 1914 comprende delle influenze sonore di Skrjabin. Dopo alcuni anni si verificò la morte violenta di suo padre per mano di un rivoluzionario e la sua assunzione come docente nel Conservatorio oltre che l'inserimento nell'Unione dei compositori.
Negli anni 1921 - 1933 egli si dedicò alla sperimentazione di nuove sonorità componendo opere come la Sinfonia n. 10 e quella n. 13, la Sonata per piano n. 4 e il Quartetto n. 1. Compose anche, nei suoi primi anni di insegnamento, alcuni pezzi per piano in cui l'armonia è molto rarefatta. La Sinfonia n. 13, in un solo movimento, si regge sulla sperimentazione e si conclude con un fugato. Essa fu l'unico lavoro di Mjaskovskij a essere eseguito negli Stati Uniti in prima esecuzione.
Fra i suoi allievi vi furono Chačaturjan, Rodion Ščedrin, Dmitrij Kabalevskij, Vissarion Šebalin e Leonid Polovinkin. La Sinfonia n. 6 è la sua unica sinfonia corale nonché la più lunga delle sue 27 sinfonie. Il finale contiene un tema dal Dies Irae e un tema rivoluzionario francese.
Negli anni successivi al 1933, compone il Concerto per violino e quello per violoncello, più volte registrato da Mstislav Rostropovič. Segue poi il Concertino lirico op. 32 e nel 1940 la Sinfonia n. 21 in Fa diesis minore op. 51.

### Gli ultimi dieci anni
Negli anni successivi produce la Sinfonia n. 22 in Si minore, ispiratagli dai primi anni della seconda guerra mondiale. Nel 1941 fu costretto a sfollare, a causa dell'assedio di Leningrado, assieme a Prokof'ev, Chačaturjan e altri compositori, nella regione della Cabardino-Balcaria. Per questo motivo il Quartetto n. 2 di Prokof'ev e la Sinfonia n. 23 di Mjaskovskij contengono temi in comune tratti da melodie folcloristiche del Paese in cui si trasferirono. I lavori composti in quel periodo (soprattutto la Sinfonia n. 24) denotano segni di romanticismo.

## Impatto culturale
La vicenda personale e professionale di Mjaskovskij è profondamente legata alla complessa esperienza di Prokof'ev con il governo stalinista. Come si è accennato nella biografia, in diverse occasioni Mjaskovskij mostrò la sua amicizia e vicinanza concreta alla famiglia Prokof'ev (cfr. il Diario 1927 di Prokof'ev) e questo procurò a Mjaskovskij ostilità e conflitti latenti nell'area socialista intransigente del conservatorio di Mosca e ancor più da parte dei quadri del partito. Non è da trascurare il fatto che proprio un suo allievo di composizione, Leonid Polovinkin, in diverse occasioni riuscì a essere mediatore tra Mjaskovskij e Vasilenko, che al contrario era profondamente legato all'apparato stalinista. Tuttavia la sua vicinanza ai sentimenti e alle vicende del popolo sovietico durante la seconda guerra mondiale garantirono un successo alla sua produzione compositiva.

## Discografia
- (EN)  David Fanning, liner notes to Myaskovsky: Symphony No.6, Deutsche Grammophon 289 471 655-2.
- (EN)  Philip Taylor, liner notes to Myaskovsky: Symphony No.27, Cello Concerto, Chandos 10025.
- (EN)  Andrew Huth, liner notes to Tchaikovsky & Myaskovsky: Violin Concertos, Philips 289 473 343-2.